# 1257
1257 (MCCLVII) fue un año común comenzado en lunes del calendario juliano.

## Acontecimientos

### Europa
- En enero se lorga la primera reunión registrada del colegio de los siete electores del Sacro Imperio Romano Germánico. Ricardo de Cornualles (hermano del rey Enrique III de Inglaterra), de 48 años, fue elegido rey de los romanos. Es coronado en Aquisgrán, el 17 de mayo. El rey Alfonso X (el Sabio) se opone a su candidatura, el papa Alejandro IV y el rey Luis IX (el Santo) favorecen a Alfonso, pero ambos son finalmente convencidos por la cuñada de Ricardo, Reina Leonor de Provenza, que apoyaran a Ricardo.

- Comienza el conflicto Epirota-Nicea entre el Despotado de Epiro y el Imperio de Nicea. El déspota Miguel II Comneno Ducas se rebela y derrota al ejército de Nicea bajo el mando de Jorge Acropolita. Las fuerzas epirotas y serbias unen sus ataques contra Miguel II, quien envía sus fuerzas a Macedonia y marcha sobre Tesalónica. En respuesta, Miguel II fue atacado en la costa oeste de Epiro, por Manfredo de Sicilia. Manfredo primero ocupa las principales islas Jónicas, incluida Corfú. Luego desembarca en la costa albanesa y toma Durazzo, Berat, Valona y sus alrededores.

- Los carelios paganos inician una expedición destructiva en la que el rey Valdemar de Suecia solicita a Alejandro IV que declare una cruzada contra ellos. Esto lleva a la tercera cruzada sueca hacia Finlandia (ver año 1293).

- Robert de Sorbón funda en París La Sorbona.

### Islas británicas
- Batalla de Cadfan: Un ejército expedicionario inglés al mando de Stephen Bauzan es emboscado y derrotado por las fuerzas galesas. Los ingleses son diezmados por devastadores ataques guerrilleros y los galeses capturan el tren de suministro inglés. Stephen Bauzan fue asesinado junto con entre 1000 y 3000 de sus hombres. Los ingleses restantes huyen de la batalla, se dice que el príncipe Llywelyn ap Gruffydd estuvo presente en la batalla, recogiendo el botín del ejército inglés caído. Según las fuentes, es una de las mayores victorias de un ejército galés en el campo contra una fuerza inglesa mucho más poderosa.

- El rey Enrique III de Inglaterra ordena la producción de una moneda inglesa de veinte peniques de oro puro. Desafortunadamente, el valor en lingotes de las monedas es aproximadamente un 20% más alto que el valor nominal nominal, lo que conduce a una circulación deficiente, ya que las personas prefireiron fundir las monedas por su contenido de oro.

- Enrique III cede ante las demandas de su hijo Eduardo I de Inglaterra solicitando ayuda para luchar contra los galeses (ver año 1256). Se une a él en una campaña para recuperar los territorios perdidos por las fuerzas galesas dirigidas por Llywelyn ap Gruffydd.

- Batalla de Creadran Cille: las fuerzas invasoras normandas al mando de Maurice FitzGerald, II lord de Offaly, son expulsadas por Gofraid O'Donnell en el norte de Connacht. Posteriormente, FitzGerald fue asesinado en combate personal por O'Donnell, el 20 de mayo.

### Levante mediterráneo
- Guerras Veneciano-Genovesas: la flota veneciana al mando del almirante Lorenzo Tiepolo rompe la cadena portuaria de Acre y destruye varios barcos genoveses. También ataca las fortificaciones, pero Tiepolo no puede expulsar a la guarnición genovesa (unos 800 hombres fuertes y armados con 50-60 ballestas) de su barrio de la ciudad por lo que les levanta un bloqueo.

- 10 de abril: Izz al-Din Aybak, primer sultán mameluco de Egipto, fue asesinado por orden de su esposa, Shajar al-Durr. Fue sucedido por su hijo de 14 años, Al-Mansur Nur al-Din Ali, como gobernante del sultanato mameluco (hasta 1259).

### Imperio mongol
- Primavera: las fuerzas mongolas bajo el mando de Uriyangkhadai llevan a cabo una campaña contra las tribus locales yi y Lolo en Vietnam. Regresa a Gansu y envía mensajeros a la corte de Möngke informándole que Yunnan está firmemente bajo el control de Mongolia. Möngke honra y recompensa a Uriyangkhadai por sus logros militares.

- Invierno: las fuerzas mongolas descienden desde su base en Hamadán, mientras que Baiju Noyan cruza el río Tigris a nivel de Mosul con su ejército. En el ala izquierda, Kitbuqa ingresa a la llanura de Irak, mientras que las fuerzas mongolas bajo el mando del jefe mongol Hulagu avanzan a través de Kermanshah.

## Nacimientos
- 24 de marzo: Yolanda I, noble francesa (m. 1314).
- 15 de agosto: Muhammad III, gobernante de Granada (m. 1314)
- 14 de octubre: Premislao II de Polonia, rey de Polonia (m. 1296).
- Inés de Brandeburgo, reina de Dinamarca (m. 1304)
- Beatriz de Borgoña, noble francesa (m. 1310)
- Federico I de Meissen (el Valiente), noble alemán (m. 1323)
- Parsoma (el Desnudo), ermitaño copto egipcio (m. 1317)
- Felipe III de Falkenstein, conde de Münzenberg (m. 1322)
- Robert de Vere, duque de Irlanda (m. 1331)

## Fallecimientos
- 10 de abril: Izz al-Din Aybak, gobernante del Sultanato mameluco de Egipto.
- 26 de abril: Euphemia de Walliers, monja y abadesa inglesa.
- 3 de mayo: Catalina de Inglaterra, princesa inglesa (n. 1253).
- 5 de mayo: Haakon el Joven, rey menor de Noruega (n. 1232)
- 17 de mayo: Choe Hang, general y dictador coreano (n. 1209).
- 20 de mayo: Maurice FitzGerald, noble y caballero normando.
- 4 de junio: Premislao II de Polonia, noble polaco y cogobernante (n. 1221)
- 15 de agosto: Jacinto de Cracovia, misionero polaco (n. 1185).
- 24 de diciembre: Juan I de Avesnes, conde de la provincia de Henao (n. 1218).
- Lanfranc Cigala, noble y caballero genovés.
- María de Antioquía-Armenia, mujer noble de Ultramar (n. 1215).
- Matilde de Courtenay, condesa de Nevers, Auxerre y Tonnerre (n. 1188).
- Mohammad Baba as-Samasi, líder sufí abasí (n. 1195).
- Sartaq Kan (o Sartak), gobernante mongol de la Horda de Oro.
- Valdemar III (Abelsøn), príncipe danés y heredero natural.
- Yuan Haowen, político, poeta y escritor chino (n. 1190).